# Тщетная предосторожность
«Тщетная предосторожность» (фр. La Fille mal gardée — в дословном переводе Плохо присмотренная дочь) — балет в двух действиях, созданный французским балетмейстером Жаном Добервалем.
Премьера: 1 июля 1789 года, Бордо. Музыка специально к балету не сочинялась, Ж. Доберваль использовал французские народные мелодии.
«Тщетная предосторожность» — единственный дошедший до нашего времени балет классического репертуара, в котором герои были современниками зрителя дней премьеры.

## История создания
Жан Доберваль — ученик Новерра и продолжатель его хореографических идей в создании действенного балета (ballet d’action) — является основателем комедийного балета. Персонажами его постановок стали не боги и древние герои, а представители народа, так называемого третьего сословия, самые простые люди с их недостатками и пороками, бытовой неустроенностью и без глобальных интересов и притязаний. Эта эстетика в конце XVIII столетия стала новаторством, впервые представители самых низов общества заняли места на балетной сцене.
После смещения Ж.Новерра с поста директора балетной труппы Парижской Королевской академии музыки этот пост в 1781—1783 гг. занимал Жан Доберваль, но долго там не продержался, смещенный дирекцией в 1783 году, и большую часть своих постановок осуществил в балетной труппе музыкального театра Бордо, куда вскоре перебрался и где провинциальная публика благожелательно встречала его балеты о таких же простых людях, постоянно попадавших в комические ситуации и выходивших из них не при помощи высших сил или великих героев, а собственной находчивостью и веселостью, смекалкой и хитроватостью.
Одним из таких его балетов стал двухактный Le Ballet de la paille ou Il n’y a qu’un pas du mal au bien («Балет о соломе, или От худа до добра всего лишь один шаг») — именно так назвал сам автор своё произведение, покорившее в дальнейшем все мировые балетные сцены и более известное под названием La Fille mal gardée, а в России — «Тщетная предосторожность».

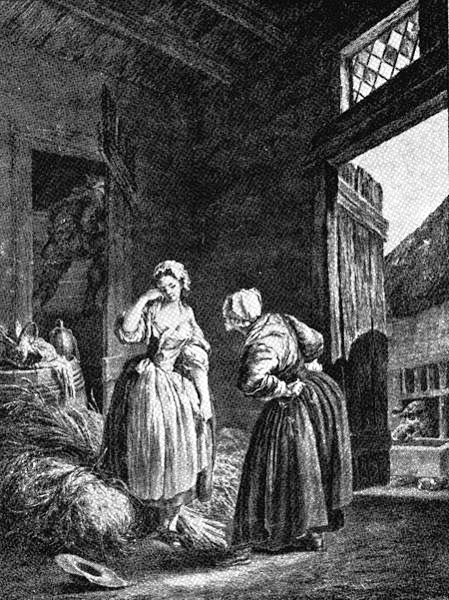
Литография П.-Ф. Шоффара по картине Бодуэна. 1789

В театральном мире существуют разные легенды о зарождении сюжетной фабулы балета. Есть мнение, что Ж.Доберваль не сам придумал сюжет балета, а однажды подсмотрел эту вполне реальную, фактически произошедшую, историю в какой-то деревне. Балетмейстер, посмеявшись забавному случаю, решил воплотить его на сцене.
По другой версии, его вдохновил офорт работы Пьера-Филиппа Шоффара по картине Бодуэна с изображением комической бытовой сценки: пожилая дама распекает юную девушку, а по лестнице чердака со всех ног улепетывает её любовник с панталонами в руках.
А есть версия, что в образе красавца Колена Жан Доберваль намекал на себя и собственные амурные похождения.

## Действующие лица и сюжет
Действующие лица и сюжет даются по версии композитора Фердинана Герольда в переводе на русский язык, запись Л.Энтелиса. Первоначально, у Доберваля, имена персонажей несколько отличались от тех, что имели место в позднейших редакциях. Так, главных героев звали не Лиза (фр.: Lise) и Колен (фр.: Colin), а Лизон (Lison) и Кола (Colas). А современная Марцелина звалась вдовой Раготтой (Ragotte) или в более поздних версиях — Симоной (Simone), при этом партия всегда исполнялась мужчинами.

### Действующие лица
- Марцелина, зажиточная крестьянка (в другой редакции Симона).
- Лиза, её дочь.
- Колен, бедный крестьянин.
- Мишо, откупщик.
- Никез, его сын (по другим редакциям Ален[8]).
- Нотариус.

Подруги Лизы. Крестьяне и крестьянки.

### Сюжет
Марцелина мечтает выгодно пристроить свою красавицу-дочь Лизу замуж за Никеза, сына местного богача Мишо. Но дочь уже сама выбрала себе любимого — это соседский бедный крестьянский парень Колен. Такой поворот событий совершенно не устраивает ищущую материального благополучия мамашу, и она не спускает глаз с дочери, препятствуя её свиданиям с Коленом. Но проворный бедняк не собирается предавать любимую. Он пробирается в чулан дома, где живут Марцелина и Лиза, и прячется в стоге сена. А Марцелина, ничего не зная о коварстве Колена, задумала собственное коварство: чтобы дочь в неподобающий момент не убежала к нищему возлюбленному, она запирает её в чулане — том самом, где спрятался Колен. Сама же она активно готовится к предстоящей свадьбе непокорной дочери, и лишь когда в доме собираются все: нотариус, богач Мишо, его сын жених Никез, гости-крестьяне, — она торжественно выпускает узницу-дочь из чулана. Но перед взорами присутствующих предстают двое — влюблённые Лиза и Колен, да ещё в каком виде!.. Планам Марцелины на материальное благополучие не суждено сбыться — несчастной матери, все так тщательно продумавшей и принявшей все меры предосторожности, ничего не остаётся, как согласиться на брак Лизы и Колена.

## Премьера
- 1 июля 1789 г. — Бордо, Большой музыкальный театр; под названием Le Ballet de la paille ou Il n’y a qu’un pas du mal au bien («Балет о соломе, или От худа до добра всего лишь один шаг»), на сборную музыку. Главные партии исполняли: Лизон — Мари-Мадлен Креспе, Кола — Эжен Юс, суровая вдовая мамаша Раготта — танцор Франсуа ле Риш.

## Постановки
Ж. Доберваль ещё повторял свой неизменно пользующийся зрительским успехом балет на других сценах. Затем постановки стали возобновляться другими балетмейстерами. Музыка поначалу использовалась любая по вкусу постановщиков. В 1796 году П. Гаво написал музыку для переделки балета в комическую оперу, и эту музыку использовал Омер для своей постановки балета. Однако музыка Пьера Гаво продержалась недолго. В 1828 году композитор Фердинан Герольд одарил балет наконец постоянной музыкой. А в 1864 свой музыкальный вариант сделал другой композитор — П. Гертель. Таким образом, у одного произведения оказалось сразу две партитуры. Балет прошёл чуть ли не во всех мировых музыкальных театрах.

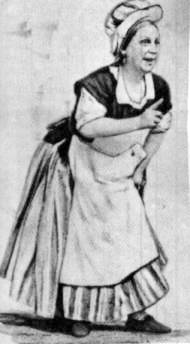
В. Ф. Гельцер в роли мамаши. Постановка Жюля Перро. Большой театр (Санкт-Петербург), около 1865.

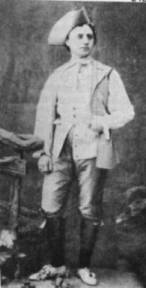
Павел Гердт в роли Кола. Постановка Жюля Перро. Большой театр (Санкт-Петербург), около 1865

Сам балет был полон фривольного юмора и неоднозначных намеков. Эти любовные сценки ставились по-разному в разное время, в зависимости от общепринятых норм морали, которые быстро менялись: стог сена то ставился на середину сцены как главное место действия, то целомудренно убирался за декорации подальше от глаз, а на первом плане трудолюбивая Лиза — в зависимости от фантазии и знаний постановщика в области крестьянского быта и его колорита — кормила настоящих кур, занималась стиркой и глажкой, пряла или, горестно вздыхая, живо представляла себе счастливую семейную жизнь с любимом Коленом и рождение их детей — словом, занималась чем угодно, но не предназначенным по сценарию на сеновале в объятиях любимого.
Некоторые постановки:
- 30 апреля 1791 — Доберваль повторил постановку в Лондонском театре Pantheon Theater, но дав балету новое название La Fille mal gardée (это название к тому времени уже использовалось в других произведениях, в частности, так называлась комическая опера Дюни[9] по либретто Шарля-Симона и Жюстин Фаваров, прошедшая в 1758 году в парижском Итальянском театре); в главных партиях: Лизон — Мари-Мадлен Креспе, Кола — Шарль Дидло.

С этого времени балет Ж.Доберваля победно пошёл по европейским сценам.
- 1793 — Театр «Сан-Самуэле», Венеция. Постановка С. Вигано; Лиза — М. Вигано, Колен — С. Вигано[1].

В той же редакции балет ставился в Вене (1794), Марселе (1795), Лионе (1796), Неаполе (1797).
- 1796 — композитор П.Гаво переработал либретто Доберваля, переделав его в комическую оперу и назвав Lise et Colin ou la surveillance inutile («Лиза и Колен, или Бесполезное наблюдение», в другом переводе: Тщетная предосторожность); премьера состоялась 4 августа 1796 года, Театр Фейдо, Париж.
- 14 декабря 1800 — Петровский театр, Москва, под названием «Обманутая старуха». Балетмейстер Дж. Соломони, Лиза — Соломони-дочь[1].
- 1803 — музыкальная версия П.Гаво была переработана учеником Ж.Доберваля балетмейстером Ж.-П.Омером с названием La Fille mal gardée; балет был показан 13 февраля 1803 года, Королевская академия музыки (Париж). 31 августа 1809 та же постановка была возрождена и продемонстрирована в венском Бургтеатре.
- 13 октября 1803 — Театр «Порт-Сен-Мартен», Париж. Постановщик Э. Юс; Лиза — Лаура; Колен — Спиталье (или Корниоль); Ален — Арман; Симона — Оссар[1].
- 5 мая 1808 — Арбатский театр, Москва, под названием «Худо сбереженная дочь, или Бесполезная предосторожность». Балетмейстер Ж. Ламираль. Лиза — Е. Ламираль[1].
- 1808 — Большой театр, Петербург, под названием «Лиза и Колен, или Тщетная предосторожность». Постановщик Шарль Дидло[1].
- 1814 — в Вене, балетмейстер Луи Дюпор, возобновление хореографии Ж. Доберваля.
- 20 сентября 1818 г. — Большой театр, Петербург, возобновление. Балетмейстер Ш. Дидло. Лиза — А. Бернаделли; Колен — Н. Артемьев; Марцелина — Ф. Бернаделли
- 15 октября 1818 — Московская императорская труппа, под названием «Жанета и Колен, или Деревенская свадьба». Балетмейстер Ф. Бернаделли. Когда был построен московский Большой театр, постановка была перенесена туда — 25 июня 1827, под названием «Тщетная предосторожность» с музыкой неизвестного композитора; Лиза — Дарья Лопухина; Колен — Жозеф Ришар[1].
- 29 апреля 1828 — Большой театр, Петербург, возобновление постановки Ш.Дидло. Лиза — А. Бертран-Атрюкс.
- 17 (или 27 ноября[1][7]) 1828 г. — Париж, Гранд-Опера, впервые с музыкой композитора Л. Герольда, написанной к либретто балета с включением музыки Россини[3]. В главных партиях: Лиза — Полин Монтессю, Колен — М. Лонер.

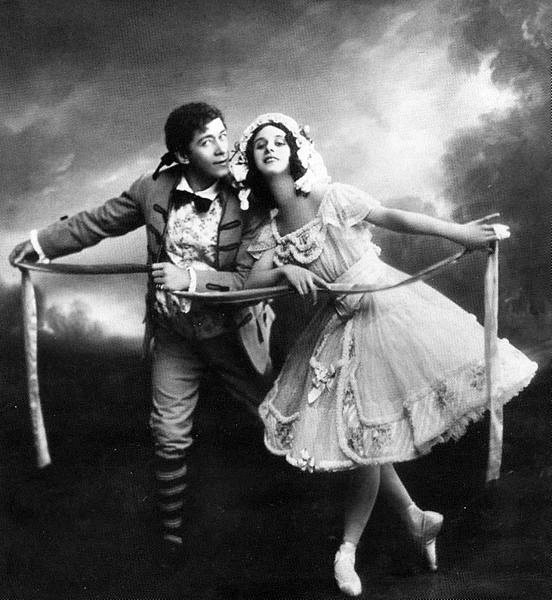
Анна Павлова (Лиза) и Николай Легат (Кола). Постановка М.Петипа и Л.Иванова. Санкт-Петербург, около 1910.

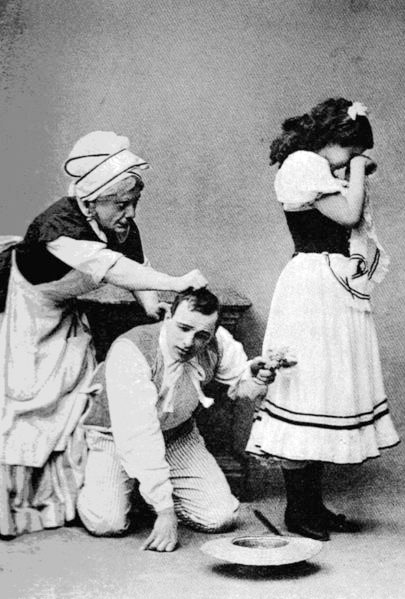
Владимир Рябцев (мамаша), Михаил Мордкин (Кола) и Софья Фёдорова (Лиза) в балете «Тщетная предосторожность» Постановка А. А. Горского. Москва, около 1915.

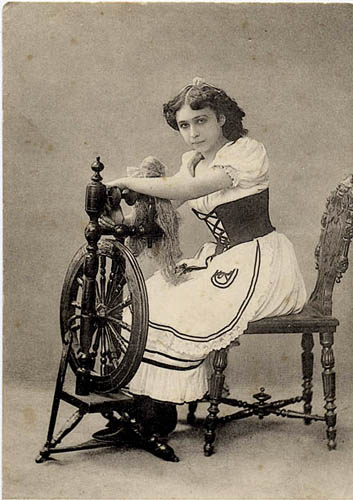
Софья Фёдорова в роли Лизы, балет «Тщетная предосторожность». Постановщик А. А. Горский. Около 1915 г. Фотография К. А. Фишера

- 15 сентября 1837 — Королевская академия музыки и танца, Париж, возобновление постановки с музыкой Луи Герольда, но с добавлением па-де-дё, написанное Э. Леборном для Ф. Эльслер. Первые исполнители: Лиза — Ф. Эльслер; Колен — Ж. Мазилье.

В версии музыки Луи Герольда балет неоднократно ставился на европейских сценах, в том числе в России: в Петербурге в Большом Каменном театре: 20 ноября 1848 (по редакции Ш. Дидло, Лиза — Ф. Эльслер; Колен — Х. П. Иогансон; Марцелина — Ж. Перро) и 28 октября 1854 (балетмейстер Ж. Перро, Лиза — А. Прихунова) и в московском Большом театре: 12 февраля 1845 (балетмейстер И. Н. Никитин по редакции Ш. Дидло, Лиза — Е. Санковская; Колен — И. Никитин) и 11 мая 1850 (Лиза — Ф. Эльслер).
- 23 февраля 1853 — Королевская академия музыки (Париж), хореограф А. Сен-Леон (по редакци Ж. Омера). Лиза — Э. Бессон, Колен — Л. Петипа[1].
- 7 ноября 1864 — новая версия балета, созданная Полем Тальони на музыку П. Гертеля, Королевский театр Дрездена[3].
- 1865 — постановка Жюля Перро, Большой театр (Санкт-Петербург).
- 1885 — постановка М. П. Петипа и Л. И. Иванова, с музыкой П.Гертеля, под названием «Тщетная предосторожность», Санкт-Петербург, императорская труппа. В главных партиях: Вирджиния Цукки и Павел Гердт[3]. Эта версия балета была записана нотной балетной записью по системе Владимира Степанова, которая теперь находится в Сергеевской коллекции в библиотеке Гарвардского университета.
- 24 ноября 1891 — Большой театр, Москва, балетмейстер Х. Мендес.
- 25 сентября 1894 — Мариинский театр, Санкт-Петербург, балетмейстер Л. И. Иванов повторил постановку с музыкой П. Гертеля: Колен — П. Гердт, Лиза — Г. Гантенберг, Никез — А. Горский, Марцелина — Э. Чеккетти.
- 20 декабря 1903 — постановка А. А. Горского, Большой театр, добавившего в свою версию музыку Р. Дриго.
- 1912 — сокращенный вариант, труппа Анна Павловой, Лондон; Лиза — А. Павлова.
- 1930 — А. В. Мосолов добавил ещё один акт — музыку свадьбы Лизы и Колена.
- 1937 — Американский передвижной театр, Нью-Йорк, балетмейстер М. М. Мордкин; Лиза — Л. Чейз, Колен — М. Мордкин.

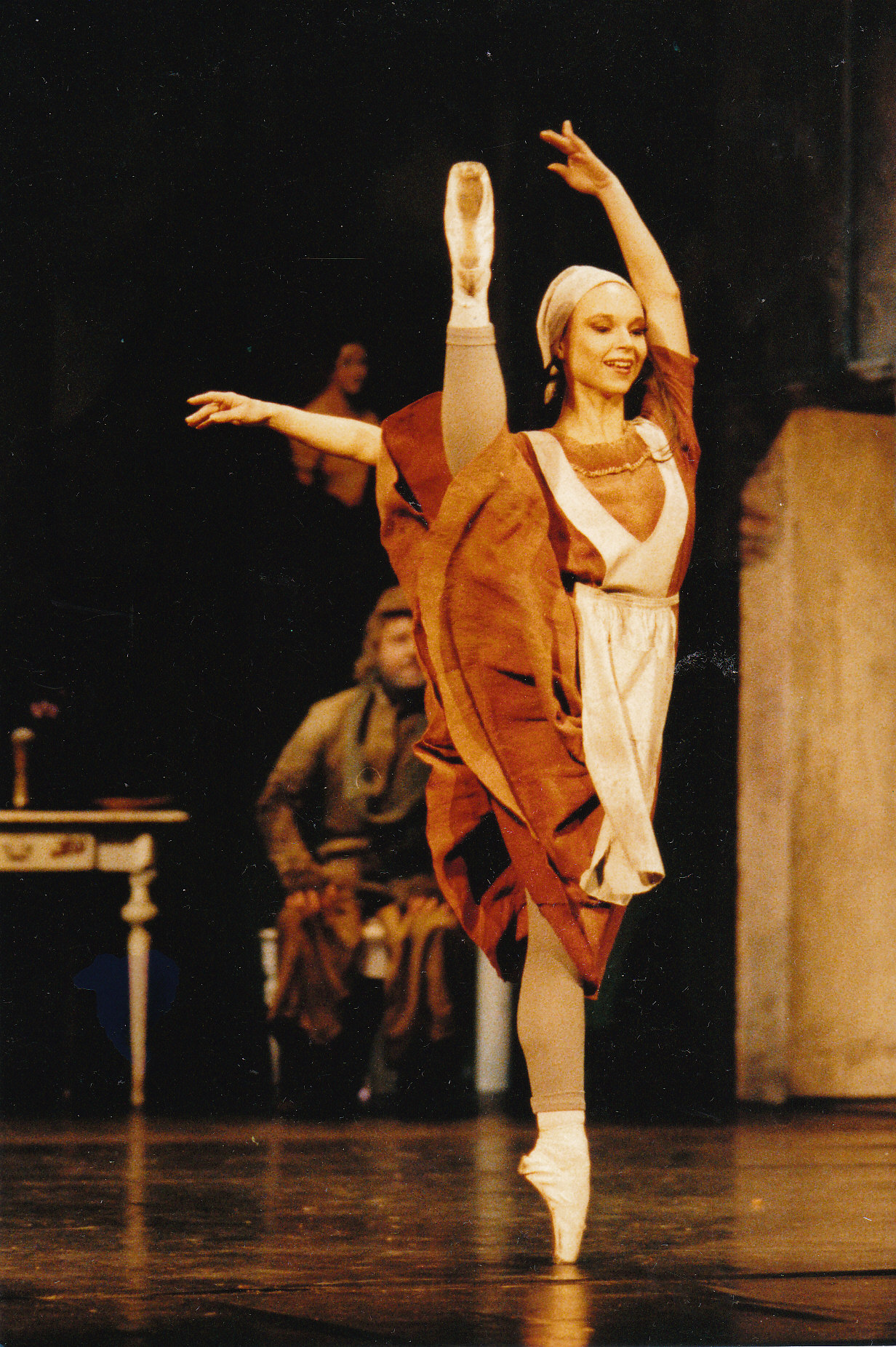
Натали Бок в балете «Тщетная предосторожность». 1987

- 10 января 1937 — постановка Л. Лавровского, Ленинградский Малый (в настоящее время Михайловский) театр оперы и балета[3]; с музыкой П. Гертеля, музыка дополнена произведениями Л. Делиба, Р. Дриго, Л. Минкуса, Ч. Пуньи, А. Рубинштейна (в обработке П. Фельдта). Лиза — Г. Кириллова, Колен — С. Дубинин, Марцелина — А. Орлов.
- 1944 — постановка Ф. Лопухова; с музыкой П. Гертеля. Ленинградский Малый (в настоящее время Михайловский) театр оперы и балета, Ленинградский государственный академический (в настоящее время Мариинский) театр оперы и балета имени С. М. Кирова.
- 1960 — Королевский балет, театр «Ковент-Гарден», Лондон; с музыкой Л. Герольда в обработке Дж. Ланчбери. Балетмейстер Ф. Аштон, художник О. Ланкастер. Лиза — Н. Нерина; Колен — Д. Блэр; Ален — А. Грант. Балет был решен постановщиком в яркой гротескной манере и получил огромное количество положительных отзывов (иллюстрации см. в Английском разделе, у нас не проходят).
- 3 мая 1971 — Ленинградский государственный академический (в настоящее время Мариинский) театр оперы и балета имени С. М. Кирова. Постановщик О. Виноградов. Лиза — Г. Покрышкина, Колен — Н. Долгушин, Марцелина — Н. Боярчиков.
- 1985 — Клод Бесси (Claude Bessy) поставил свою версию известного балета под названием La Fille mal gardée, школа при Государственной парижской опере, по хореографии Дмитрия Руманова[10][11].
- 1990-е — Ленинградский Малый (в настоящее время Михайловский) театр оперы и балета. Постановщик Н. Боярчиков. Лиза — А. Ломаченкова, Колен — А. Плоом.

Партию Лизы в Ленинграде и Москве также исполняли Е. Люком, М. Кожухова, Е. Смирнова, Т. Вечеслова, М. Семёнова, О. Лепешинская, Р. Стручкова, Л. Лежнина, М. Куллик, и др., партию Марцелины — В. Гельцер, В. Рябцев, Т. Стуколкин, В. Цаплин, А. Чекрыгин, Г. Янин, А. Домашёв, и др.
- 30 мая 2001 — Музыкальный театр им. К. С. Станиславского и В. И. Немировича-Данченко, Москва; с музыкой Л. Герольда. Постановщик О. Виноградов.
- 29 января 2002 — Большой театр, Москва; с музыкой Л. Герольда. Хореография Ф. Аштона, балетмейстер-постановщик А. Грант. Лиза — Н. Капцова, Ален — Г.Янин.
- 6 ноября 2009 — Большой театр, Москва. Постановщик Ю. Григорович. Лиза — Анастасия Соболева и Дарья Бочкова, Колен — Клим Ефимов и Артем Беляков[12].
- 2012 — Самарский академический театр оперы и балета, генеральное возобновление. Балетмейстер-постановщик — Кирилл Шморгонер. Лиза — Екатерина Первушина, Колен — Виктор Мулыгин.
- 27 марта 2014 — Михайловский театр, Санкт-Петербург; с музыкой Л. Герольда в обработке Дж. Ланчбери. Хореография Ф. Аштона, балетмейстеры-постановщики М. Мессерер и Майкл О’Хэйр[13]. Лиза — Анастасия Соболева, Анжелина Воронцова , Колен — Виктор Лебедев[14], Иван Зайцев, вдова Симона — М. О’Хэйр и Н. Цискаридзе[15][16][17], Ален — Алексей Кузнецов.
- 11  февраля 2022 — Новосибирский театр оперы и балета, Новосибирск. Музыка  Л. Герольда, аранжировка и оркестровка  Дж. Ланчбери. Хореография Ф. Аштона.  Лиза —  Анжелина Воронцова, Ольга Гришенкова,  Колен — Никита Четвериков, Евгений Басалюк,  вдова Симона —   Николай  Цискаридзе, Михаил Лифенцев, Ален — Никита Ксенофонтов, Томас — Евгений Гращенко. [18][19]

За время своего существования с 1789 года этот балет привлекал внимание многих выдающихся хореографов, а исполнителями партий были звезды балета мировой величины. Но все эти созданные спектакли, с разной музыкой, прочно опираются на самую первую постановку Жана Доберваля.

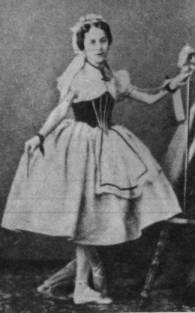
Анна Прихунова в роли Лизы. Постановка Жюля Перро. Большой театр (Санкт-Петербург), около 1865
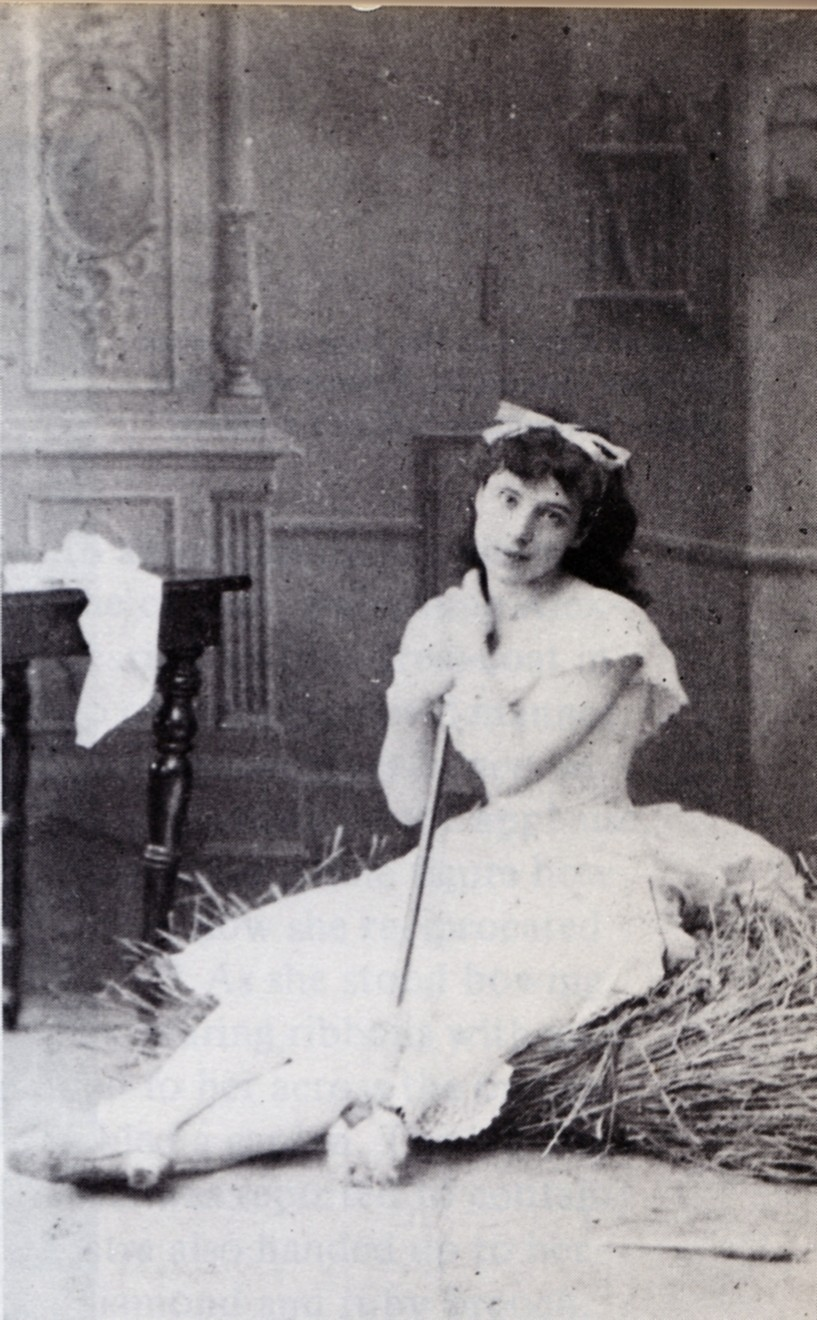
Вирджиния Цукки в роли Лизы. Постановка М.Петипа и Л.Иванова, Мариинский театр, Санкт-Петербург, 1885
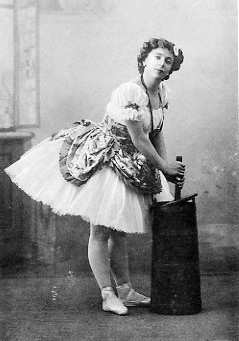
Ольга Преображенская в роли Лизы. Постановка М.Петипа и Л.Иванова. Санкт-Петербург, Россия, 1899
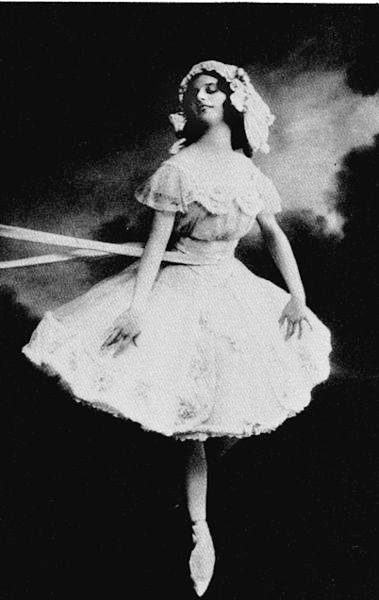
Анна Павлова в роли Лизы. Постановка М.Петипа и Л.Иванова. Санкт-Петербург, около 1910.
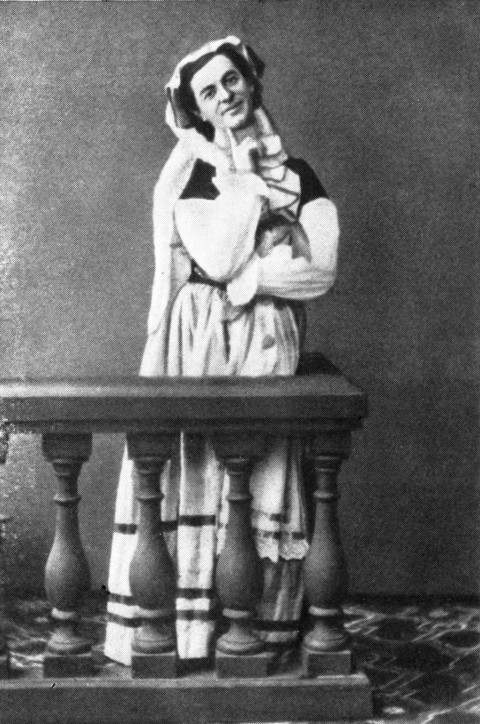
Тимофей Стуколкин в роли Марцелины, ранее 1894.